# Manoir de Wiurila

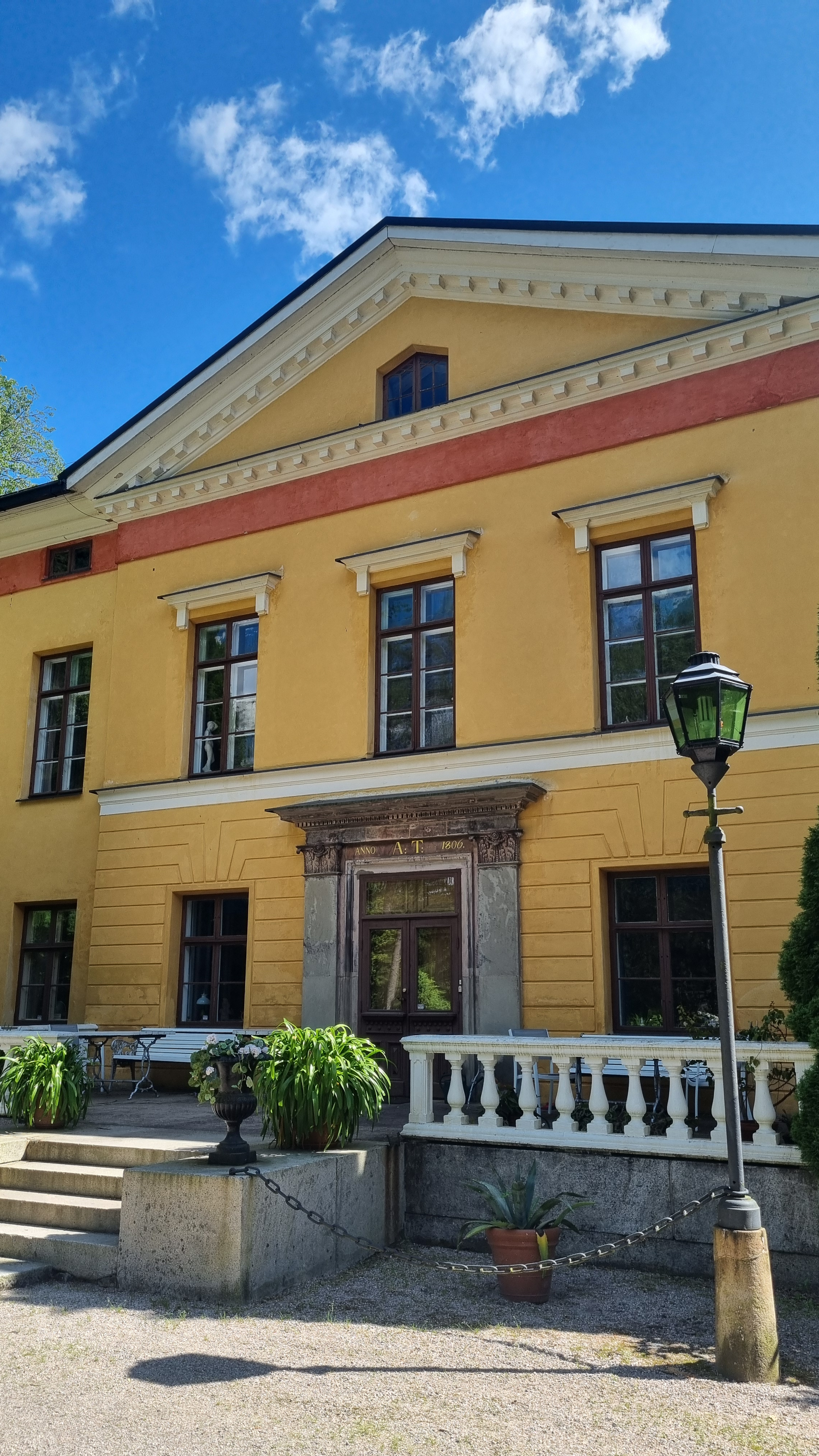
Wiurila. Architecte Charles Bassi.

Le manoir de Wiurila (en finnois : Wiurilan kartano ; en suédois : Wiurila gård) est un domaine historique situé à Halikko, dans la ville de Salo, au sud de la Finlande,.

## Histoire

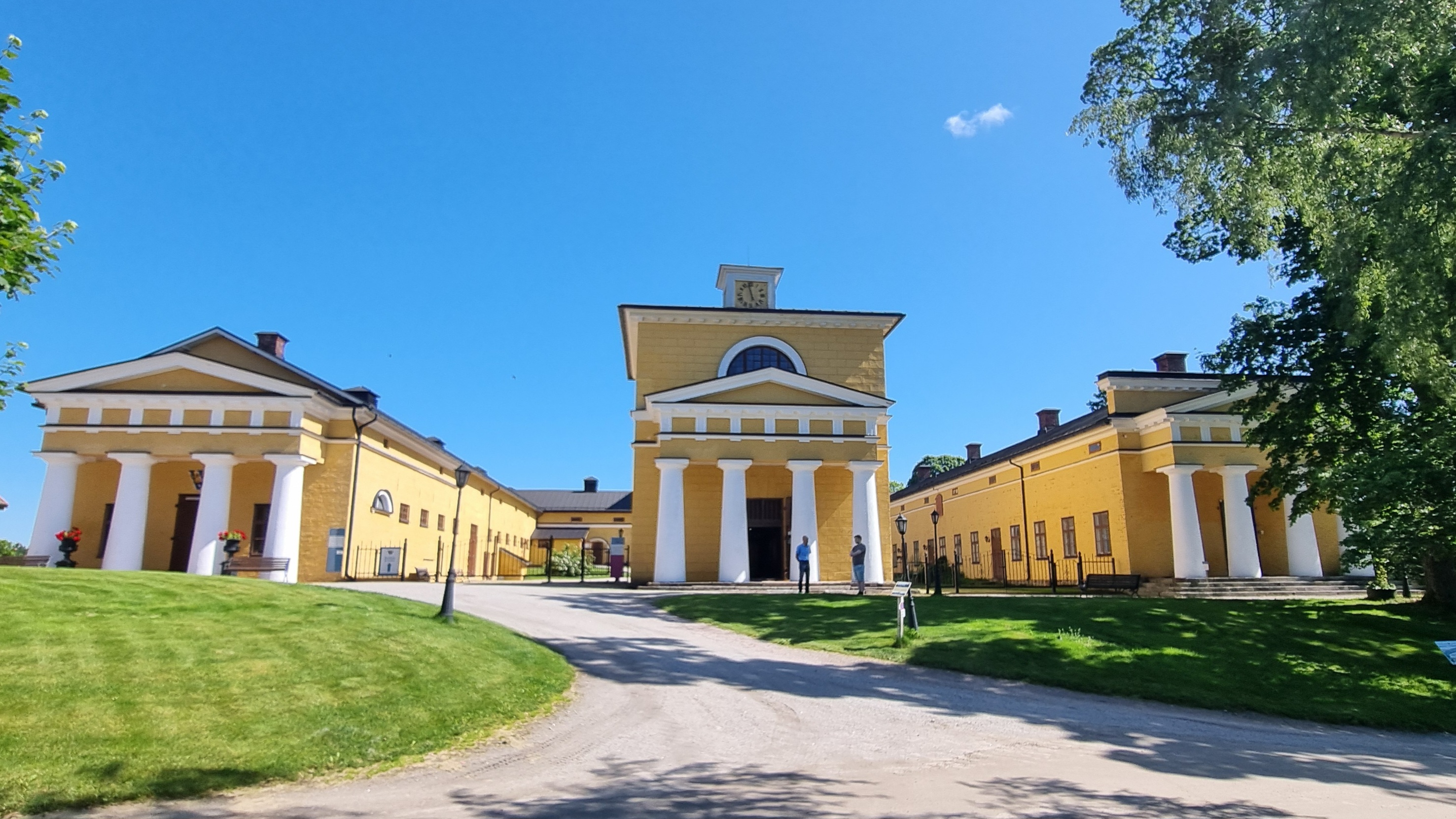
Bâtiments de la ferme Wiurila. Architecte Carl Ludvig Engel.

Les plus anciennes mentions du manoir de Wiurila datent du XVe siècle, époque à laquelle Magnus Johansson till Wiorela est cité comme propriétaire. Le manoir fut hérité par sa fille Elseby, et il se transmit de mère en fille jusqu’en 1787. Parmi les familles propriétaires figuraient les familles Fleming, Mannersköld et Cronstedt. Après 1787, le manoir a appartenu aux familles Armfelt, Standertskjöld et Aminoff.
Le nouveau bâtiment principal a été construit pendant l'époque du baron August Filip Armfelt. Il était aide de camp du roi de Suède Gustave III et plus tard maître de la chambre de l'empereur de Russie Alexandre Ier. Il a également assisté à la construction du nouveau bâtiment agricole. Le rôle d'Armfelt dans l'histoire de Wiurila est important, car il a modernisé les activités du domaine.
Le baron August Filip Armfelt décida de faire construire un nouveau bâtiment principal pour le manoir. L’architecte choisi fut Carlo Francesco Bassi, d’origine italienne. Les travaux commencèrent en 1806. Le nouveau bâtiment principal fut achevé en 1811.
Le comte Magnus Reinhold Armfelt fit construire de nouveaux bâtiments annexes, conçus par l’architecte Carl Ludwig Engel. Les bâtiments annexes furent réalisés entre 1835 et 1845.
Le bâtiment principal, conçu par Carlo Bassi, représente le style gustavien, c’est-à-dire le néoclassicisme suédois. En revanche, le bâtiment annexe conçu par Carl Ludvig Engel incarne l’empire russe, mais il présente également des nuances palladiennes,.
Le comte Gustaf Mauritz Armfelt et la princesse de Courlande Wilhelmine de Sagan eurent une fille illégitime, Adelaide Gustava Aspasia Armfelt. Adelaide Gustava Armfelt épousa le propriétaire du manoir de Wiurila, le comte Magnus Reinhold Armfelt. La tante d’Adelaide Gustava Aspasia Armfelt, Dorothée de Courlande, épousa le général Edmond de Talleyrand-Périgord, ce qui signifie que les propriétaires de Wiurila ont un lien avec la cour de France.
Adelaide Gustava Armfelt reçut un don important de sa mère, Wilhelmine de Sagan. Armfelt utilisa cet argent pour décorer le bâtiment principal, en s’inspirant de la France. Les meubles Empire rouges, ornés de soie, furent commandés en France.
Au XIXe siècle, Wiurila était un domaine autosuffisant, doté de sa propre briqueterie, scierie, brasserie, distillerie et autres ateliers. À son apogée, le domaine s’étendait sur près de 48 000 hectares, dont une partie en Carélie. Après plusieurs partages successoraux et cessions, la superficie actuelle est d’environ 150 hectares.
Le manoir possédait 25 000 hectares de terres en Carélie de Ladoga. Le manoir a perdu ses terres situées en Carélie après la Seconde Guerre mondiale, car la Finlande a cédé la Carélie de Ladoga à l’Union soviétique,.
Le manoir a cédé des terres aux évacués venus de Carélie, ce qui a réduit la taille du domaine après la Seconde Guerre mondiale,.
Le manoir a joué un rôle important dans la promotion de l’agriculture tant au niveau local qu’à l’échelle nationale en Finlande. Parmi ses réalisations récentes, il a été le premier à introduire la culture du maïs en Finlande.
La propriétaire du manoir, Anne Louise Standertskjöld-Brüninghaus, et son mari Günter Brüninghaus, ainsi que leur fille Anne Marie Aminoff, ont rénové le manoir dans sa forme actuelle. Le fils d’Anne Marie Aminoff, le baron Alexander Aminoff, poursuit le travail de rénovation du manoir,.
Sur le domaine se trouvent un parcours de golf, un club de golf, un restaurant, des salles de réception, un musée consacré à la famille Armfelt, un musée de voitures hippomobiles avec une vaste collection, un hôtel, une galerie d’art et des écuries,.
Le manoir entretient des liens étroits avec la maison royale de Suède. Le musée des voitures hippomobiles possède des carrosses qui ont transporté le roi Charles XVI Gustave de Suède et la reine Silvia. Le prince suédois Carl Philip a conçu les chaises de fête Wiurila pour la salle de réception du manoir de Wiurila,.
Le propriétaire actuel du manoir est le baron Alexander Aminoff.